# 付罐疗法
付罐疗法是在中国传统拔罐疗法基础上，以付文心发明的专利器材医用付罐作为基础设备的一种综合罐疗法。综合中医的药、推、针、灸、罐五疗法和西医的一般理、化、疗法，付文心对付罐疗法进行了阐释。
付罐疗法的学科基础为现代合医学，核心是：“诊-断-治-疗”四步法。它是作者通过“中医现代化”探索中西医有机结合的结论。

## 使用
本疗法可在临床、教学、科研等方面发挥作用。作者提出了“断元治元”方法和“现代广义经络”系统，部分解释了汤药复方的处方方法和针灸作用的经络实质。